# Docudrama

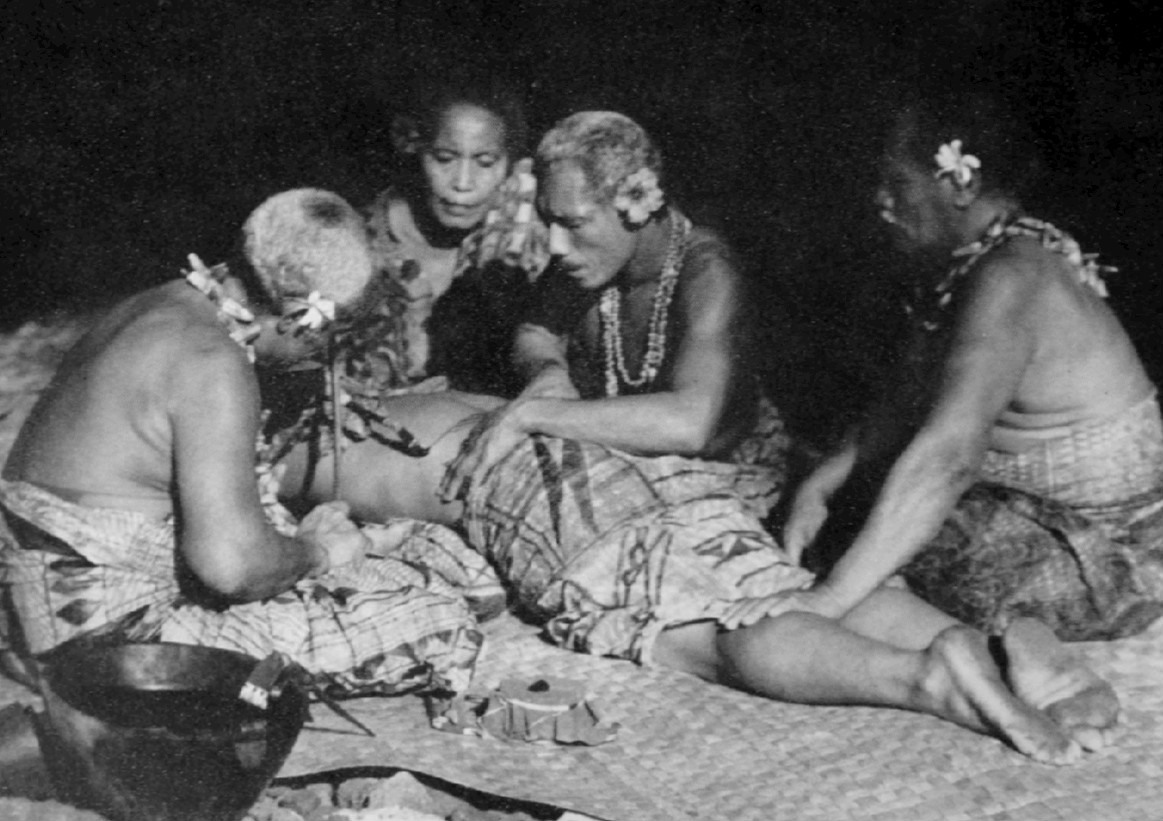
Representación dramática de una escena de tatuaje en la película de 1926 Moana.

El docudrama o drama documental es un género televisivo y cinematográfico que presenta recreaciones dramatizadas de hechos reales. Se describe como un híbrido de documental y drama y «una representación basada en hechos reales».
Por lo general, los docudramas tratan de ceñirse a los hechos históricos conocidos, aunque se permiten cierto grado de licencia dramática en detalles periféricos, como cuando hay lagunas en los registros históricos. Los diálogos pueden incluir o no las palabras de personas reales, tal y como aparecen en los documentos históricos. Los productores de docudramas optan a veces por filmar los acontecimientos reconstruidos en los lugares reales en los que ocurrieron.

## Características
El género del docudrama es una recreación de acontecimientos históricos reales. Sin embargo, no promete ser totalmente exacto en su interpretación. Mezcla realidad y ficción para su recreación y su calidad depende de factores como el presupuesto y el tiempo de producción. El cineasta Leslie Woodhead presenta el dilema del docudrama de la siguiente manera:
[en lugar de buscar definiciones], creo que es mucho más útil pensar en la forma como un espectro que va desde la reconstrucción periodística hasta el drama relevante, con infinitas graduaciones a lo largo del camino. En sus diversas mutaciones, la emplean periodistas de investigación, documentalistas y dramaturgos imaginativos. Así que no debería sorprendernos que programas tan diversos como Culloden y Oppenheimer o Suez, o las reconstrucciones del Gabinete rechacen una definición ordenada y exhaustiva.
Los productores de docudramas utilizan técnicas literarias y narrativas para dar cuerpo a los hechos escuetos de un acontecimiento histórico con el fin de contar una historia. A menudo se toman algunas licencias con hechos históricos menores para realzar el drama. Los docudramas son distintos de la ficción histórica, en la que el escenario histórico es un mero telón de fondo de una trama en la que intervienen personajes de ficción.
El académico Steven N. Lipkin considera el docudrama como una forma de representación a través del recuerdo que, a su vez, da forma a nuestra memoria colectiva de acontecimientos pasados. Es un modo de representación. La educadora Benicia D'sa sostiene que los docudramas están muy influidos por las perspectivas y la comprensión de la historia de los propios cineastas.